# Аксененко Олег Олександрович
Оле́г Олекса́ндрович Аксе́ненко (Аксьо́ненко) (нар. 14 липня 1994, Луганськ — пом. 20 серпня 2014, Іловайськ) — український військовик, молодший сержант полку «Азов», Національної гвардії України. Кавалер ордена «За мужність» III ступеня (посмертно).

## Життєпис
Народився 1994 року в Луганську. Олег Аксененко брав активну участь у вболівальницькому русі луганського футбольного клубу «Зоря», де був відомий за прізвиськом «Аксьон», яке стало його позивним, коли він добровольцем вступив до лав «Азову».
Активіст Євромайдану. Навесні 2014 року серед перших вступив до батальйону «Азов». Брав участь в обороні Маріуполя.

## Обставини загибелі
Упродовж бою за визволення Іловайська був поранений осколками гранати в око й ногу, під час евакуації з місця бойового зіткнення помер 20 серпня 2014 року. Групу бійців, у якій перебував Олег, вороги закидали гранатами, перша з яких впала недалеко від Андрія Снітка, який накрив її своїм тілом. Пораненого Олега доправили до Старобешевого, де, очікуючи на евакуацію з повітря, він помер.
Похований 24 серпня 2014 року на Байковому кладовищі в Києві.

## Нагороди та вшанування
- Орден «За мужність» III ст. (посмертно) (17 липня 2015) — за особисту мужність і високий професіоналізм, виявлені у захисті державного суверенітету та територіальної цілісності України, вірність військовій присязі[2]
- Вшановується 20 серпня на щоденному ранковому церемоніалі вшанування українських захисників, які загинули цього дня в різні роки внаслідок російської збройної агресії[3]
- Його портрет розміщений на меморіалі «Стіна пам'яті полеглих за Україну» в Києві: секція 3, ряд 4, місце 3.